# 黃少強
黄少强（1900年—1942年），原名宜仁，号止庐，广东省南海官窑小江村人，是岭南画派第二代画家，在二十世纪二三十年代以民间人物画而自具一格。

## 生平
黄少强出生于清代光绪二十六年庚子（1900年）。祖居佛山市莲花路内莲花大巷一号。其故里在佛山郊外不远的乡村、南海縣屬小江鄉的豐湖里。父亲黄允锡在桂州信义押当司事，后转至广州市立其福火水店自任司理。小时候家境殷实，八岁开始，祖父聘请先生担任他的启蒙老师，后来入私塾。十五岁至二十一岁期间，除了国学，还兼习英文和中西绘画，曾在陈氏家塾和香港莫礼智英文学校念书。黄少强自小热衷于文艺，尤爱画入骨。少年浸淫书史，故能诗。他的母亲颇能简易地画几笔画，擅写梅花，他少时便得到家学的熏陶，爱四处涂画。
1920年入美學館，从游高奇峰，每天从佛山乘火车到广州二沙岛的天风楼上课，与赵少昂、何漆园、周一峰、叶少秉是同学，后又师从高剑父。1921年至1927年，黄少强的父母、祖父，以及四弟、三婶、长女先后过世。连串打击使得黄少强以后的绘画中都带有一种悲怆的色调。1926年高剑父创立了佛山市美术学校，26岁的少强接受剑父之聘任教于该校。此后历任佛山市南海师范、广州市立美术学校国画系主任。1926年，他26岁开第一次画展于佛山市，1927年与赵少昂合办“岭南艺苑”，此后黄少强几乎每年举行一次个人作品展览，其他以美学苑、民间画会、六人画会、清游会、岁寒社以及参加春睡画院院展、全国美展、与赵少昂合展等等几乎多不胜数。据不完全完全统计，在他短暂的生命里，他的作品参展或举办个人画展共 85 次，在国内展出的地点有广州、佛山、南海、大连、长沙、上海、杭州、南京、北平、天津、韶关，在海外参展的地点有比利时、莫斯科、柏林、伦敦、巴黎以及香港。1933年由佛山迁居于广州市暂居超然坊，并在广州纸行路的通宁道10号自办了民间画馆以授生徒，不收学费。
抗日战争开始后，黄少强只身到湖南慰劳前线士兵，并在战地写生和创作了许多抗日救亡的作品。1938年10月广州沦陷，黄少强避居香港，创立“美学院”，与何漆园、叶少秉成立“岁寒社”，写生作画依然努力如故。这个时期，他制了不少抗日救亡的图画，如《湔羞凭血复神州》、《秣马厉兵》等。1942年香港沦陷，黄少强又匆匆回乡。此时由于叔父资助他的银行账户被冻结，黄少强失去生活来源，贫病交加，但仍坚持办学教画。当时何漆园写信给黄少强，邀他参加日本军政府组织的华南美术协会，并保证可提供经济资助。黄少强阅信后，写明志诗一首：“耻向画坛争席位，愿从人世写哀鸿。青灯秃管平生志，傲骨难回艺术宫”。由于不屑亲笔回信，只命儿子重抄他拟就的复函并把该诗抄录函中寄出。
1942年9月7日，因肺病逝于小江乡，时年42岁。死后无钱买棺木，须向乡里兄弟筹资入葬。

## 作品
黄少强画的风格是以悲凉为其特色，取材于民间疾苦，因之人物画较多。画中重用线条，以高奇峰为凭照，学其设色法不少，不过化繁为简并掺入了西洋水彩画的方法。高奇峰在他的《画冢》中序云：“少强以天赋之才，得中西画学之奥，乃不自以为足，又来受业于余。”剑父亦在他的《画冢》中序云：“少强大弟子，余门下独立特行之士也，岁丙寅余遇古禅（即佛山市）之墟，重迹其人，则乱发委形，落落不与世合，索居穷壤，写民间疾苦，家国哀愁，泪花墨沉浑然莫辨，其画遂能感人，予以为才华超越，激赏勿已。”他的书法早年似得力于郑板桥，三十年代后则转学明末的王觉斯。主要画作有二十年代的《穷途自赏》、《萧萧墓门》、《哀弦》、《洪水流民图》，抗战时期的《危崖累马》、《魂梦都教急戍边》、《纵眼江山千古泪》等等。